# Abbaye de Krzeszów
L’abbaye de Krzeszów (en allemand : Kloster Grüssau, en tchèque : Klašter Křesobor) est une abbaye bénédictine fondée en 1242 par Anne de Bohême à Krzeszów (anciennement Grüssau), une petite ville située dans le bassin de Kamienna Góra en Basse-Silésie. Depuis la fondation du diocèse de Legnica, c'est son principal sanctuaire et un lieu de pèlerinage. L'église abbatiale, aujourd'hui la basilique mineure de l'Assomption-de-la-Bienheureuse-Vierge-Marie est appelé la Perle européenne du Baroque.

## Histoire

### De 1242 à 1810
L'abbaye de Krzeszów est fondée le 8 mai 1242 par Anne de Bohême, veuve du prince polonais Henri II le Pieux. En 1289, le duc Bolko Ier de Świdnica la donne aux Cisterciens qui la reconstruisent en 1292. L'abbaye est alors propriétaire de quatorze villages et de la ville de Lubawka. En 1343 six autres villages sont fondés près de Chełmsko Śląskie. Au XIVe siècle, l'abbaye est également propriétaire de quarante villages du duché de Świdnica-Jawor.
En 1426 et 1427, l'abbaye est gravement endommagée par les Hussites et des moines sont tués. L'église et l'abbaye sont reconstruites en 1454. Les Cisterciens s'opposent fermement à la Réforme protestante et parviennent à préserver l'abbaye, mais elle est partiellement détruite pendant la guerre de Trente Ans (1618-1648). Restaurée, elle devient un centre de la Contre-Réforme catholique, appuyée par la monarchie Habsbourg, de la région des monts des Géants.

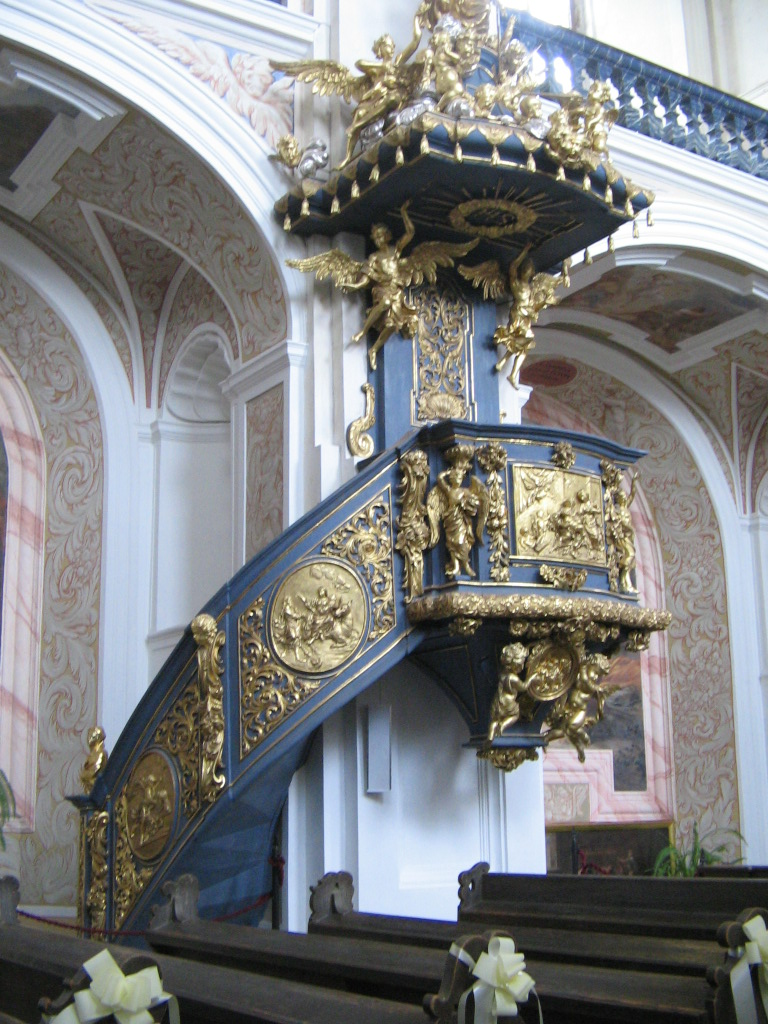
La chaire

L'abbaye est sous l'influence du mystique Angelus Silesius (1624-1677) (l'Ange silésien) et connaît un certain essor au XVIIe siècle. L'abbé Bernhard Rosa (de) (1624-1696) l'agrandit et l'embellit. Sa bibliothèque est célèbre et son rayonnement intellectuel et spirituel important. L'abbé Innocent Fritsch reconstruit l'église abbatiale, consacrée à l'Assomption, dans un somptueux style baroque entre 1728 et 1735. Il fait appel à l'architecte Joseph Anton Jensch et les fresques et peintures sont l'œuvre de Ferdinand Maxmilián Brokoff, puis de ses successeurs. Les stucs de l'imposante chapelle princière sont d'Ignatius Provisore. Elle est appelée la Perle européenne du Baroque. Cependant, le plus grand trésor du sanctuaire est l'icône de Notre-Dame de Grâce du XIIe siècle – la plus ancienne image mariale de Pologne, couronnée le 2 juin 1997 à Legnica par le Pape Jean-Paul II.
À l'arrière de la basilique se trouve le mausolée des princes Piast de Świdnica-Jawor, dans lequel les restes des fondateurs de l'abbaye de Cieszów reposent dans des sarcophages gothiques
Lorsque la Basse-Silésie est rattachée à la Prusse en 1742, l'abbaye entame son déclin. Une partie de ses biens est sécularisée.
L'abbaye est définitivement sécularisée et ses biens donnés à la couronne de Prusse en 1810. Sa bibliothèque est vendue et transportée à Breslau (aujourd'hui Wroclaw). Les moines sont dispersés. Dans les registres de l'abbaye, les notices biographiques (les livres des profès) de quarante abbés et plus de quatre cents moines permettent de constater que la majorité d'entre eux venaient de Basse-Silésie, certains de Bohême et une minorité de Haute-Silésie où l'Ordre cistercien possédait l'abbaye de Rudy et l'abbaye de Jemielnica.
L'église N.-D. de l'Assomption devient une église paroissiale.

### Après 1919
Lorsque les bénédictins allemands de l'abbaye d'Emmaüs sont expulsés de Prague en 1919, après l'indépendance du pays, ils achètent une partie du bâtiment et trouvent refuge à l'abbaye de Krzeszów. L'abbé Albert Schmitt en fait à nouveau un lieu intellectuel de renom. Cependant les temps sont difficiles pour la chrétienté dans une Allemagne nazie. Le régime interroge certains de ses moines, puis ordonne que la plupart d'entre eux quitte les lieux début 1940, certains sont appelés sous les armes, et les locaux sont finalement vidés en septembre 1940. L'abbaye devient alors un centre de réfugiés pour les populations d'origine allemande fuyant la Bucovine. À partir d'octobre 1941, elle devient un centre de transit pour des Juifs destinés au camp de concentration de Theresienstadt, puis en 1943 et 1944 un centre de transit pour les déportés lorrains et alsaciens et ensuite pour les réfugiés allemands de Hongrie. Quatorze moines ont été tués pendant la guerre.
Les moines reviennent à l'hiver 1945, mais à la suite des accords de Potsdam, en tant qu'Allemands, ils sont définitivement expulsés de Pologne le 12 mai 1946 avec toute la population allemande de la région redevenue polonaise. Ils se replient dans leur nouvelle abbaye de Grüssau-Wimpfen, à Bad Wimpfen dans le Bade-Wurtemberg, appartenant à la congrégation de Beuron.
Des bénédictins polonais expulsés de Lwów attribuée à l'Ukraine viennent les remplacer en 1947. Les archives et les objets de valeur deviennent biens de l'état et transportés à Wroclaw, l'ancienne Breslau.

## Galerie

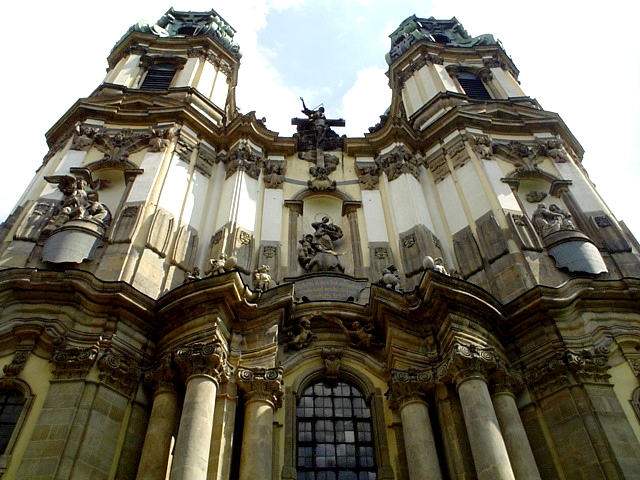
La façade de la basilique mineure de l'Assomption-de-la-Bienheureuse-Vierge-Marie.
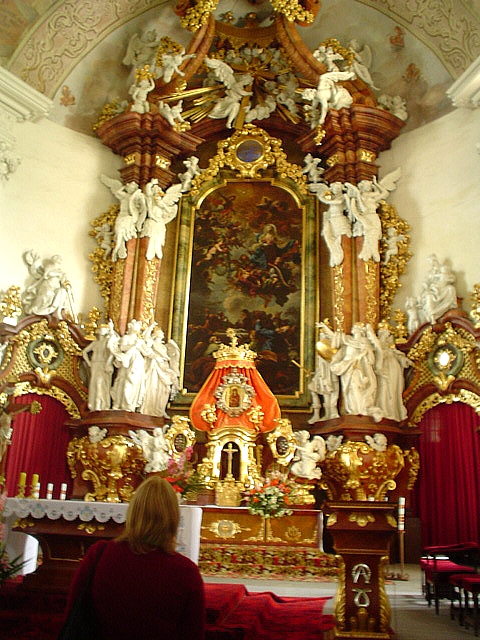
Le maître-autel.
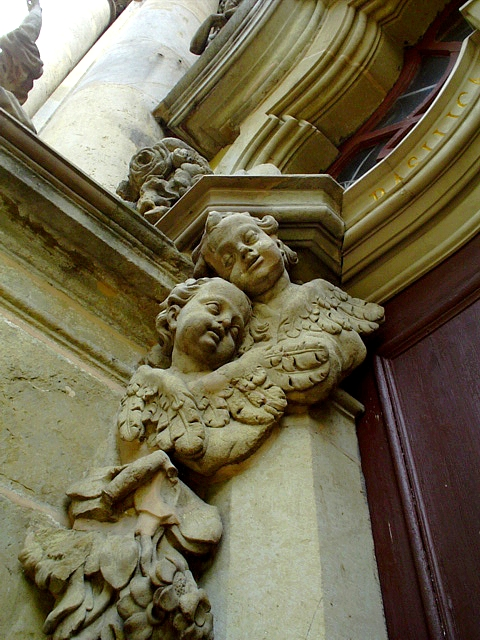
Angelots près du portail.
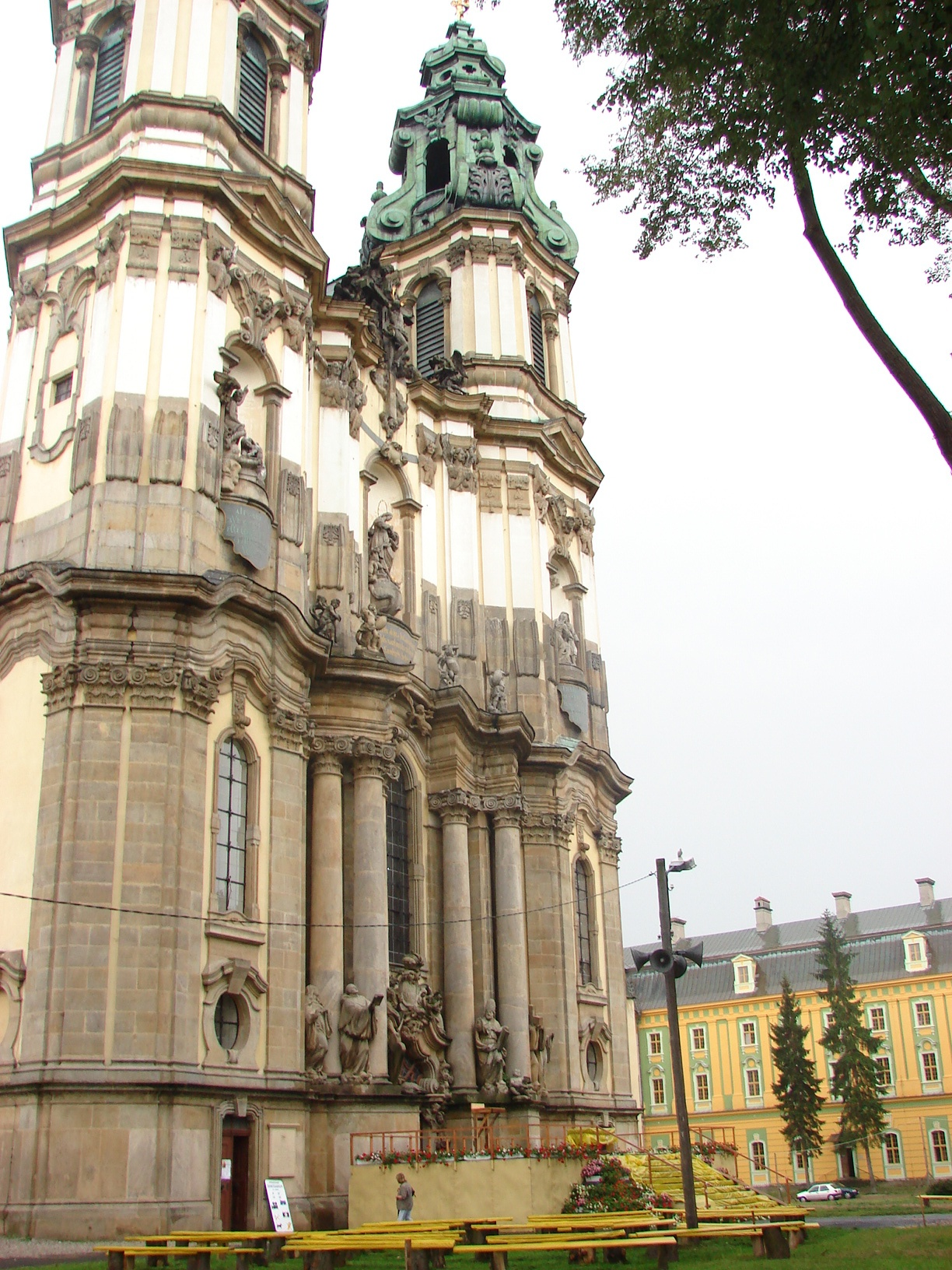
La façade de côté et les bâtiments conventuels.
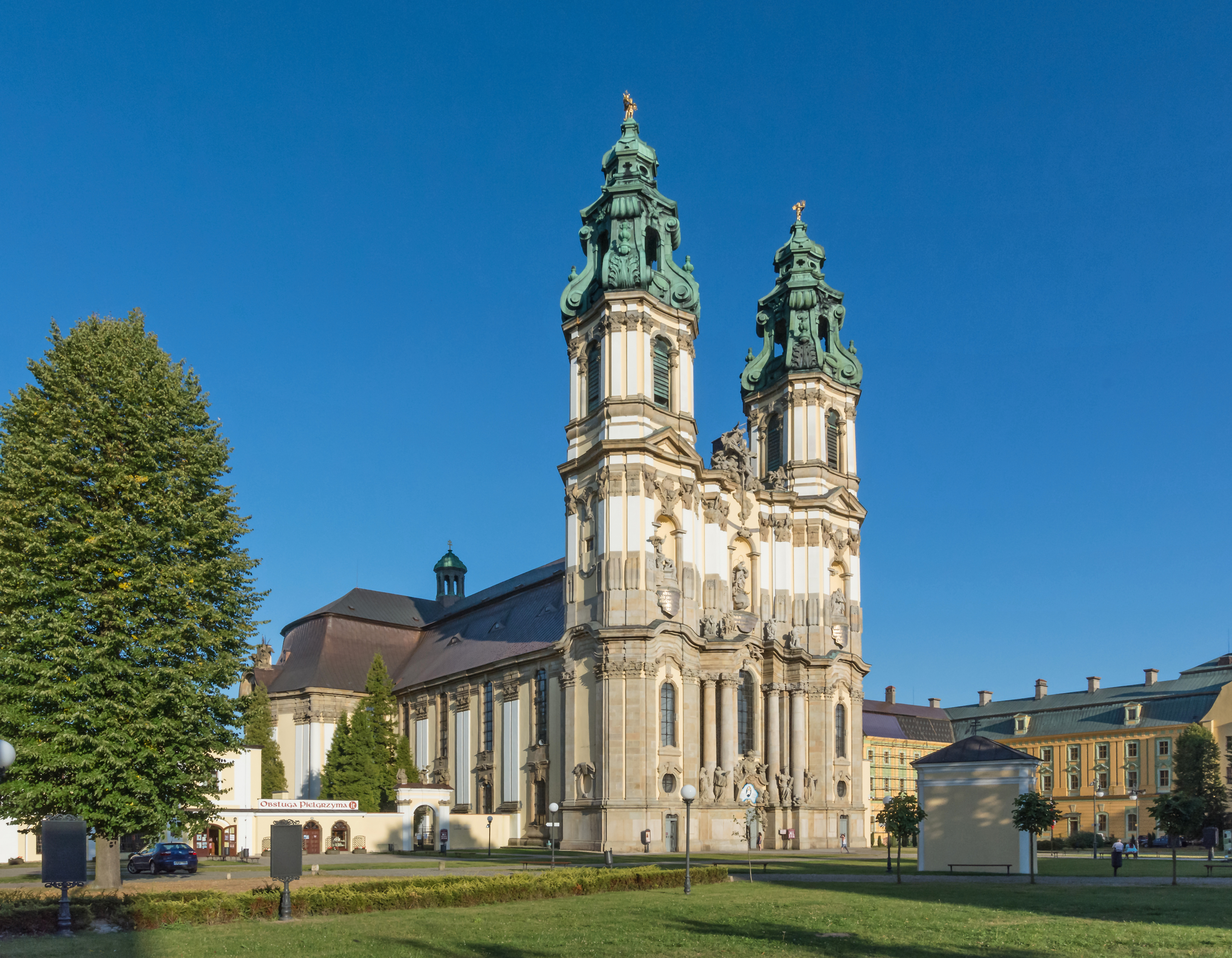
La basilique mineure de l'Assomption-de-la-Bienheureuse-Vierge-Marie.
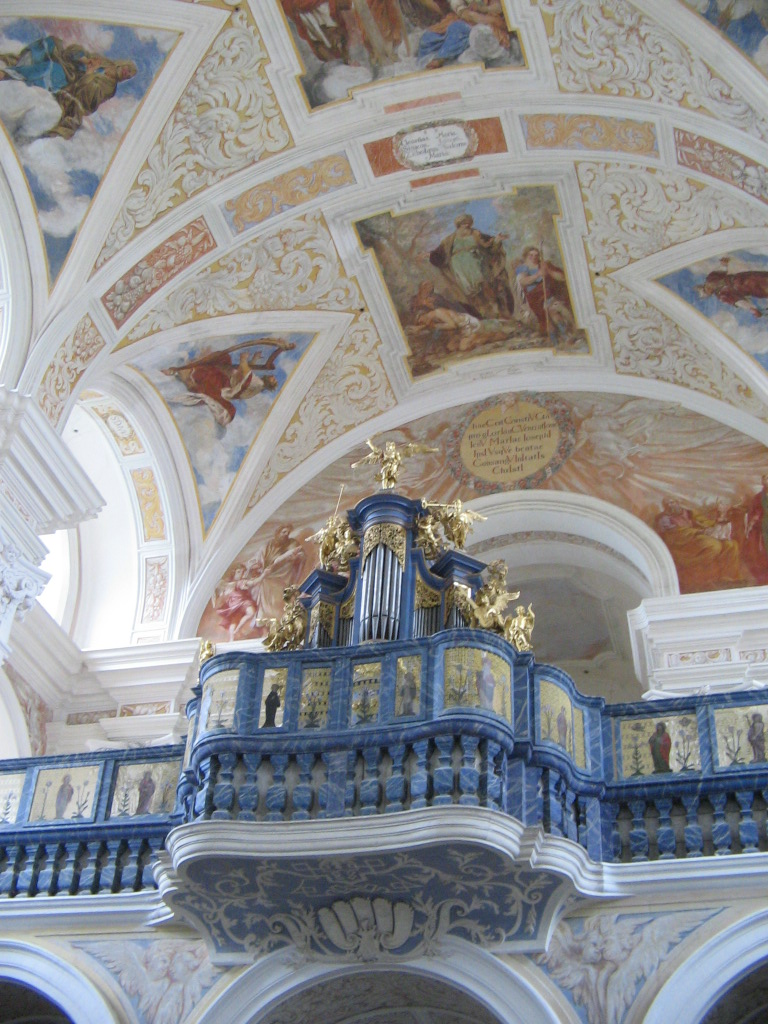
Les orgues de la basilique.
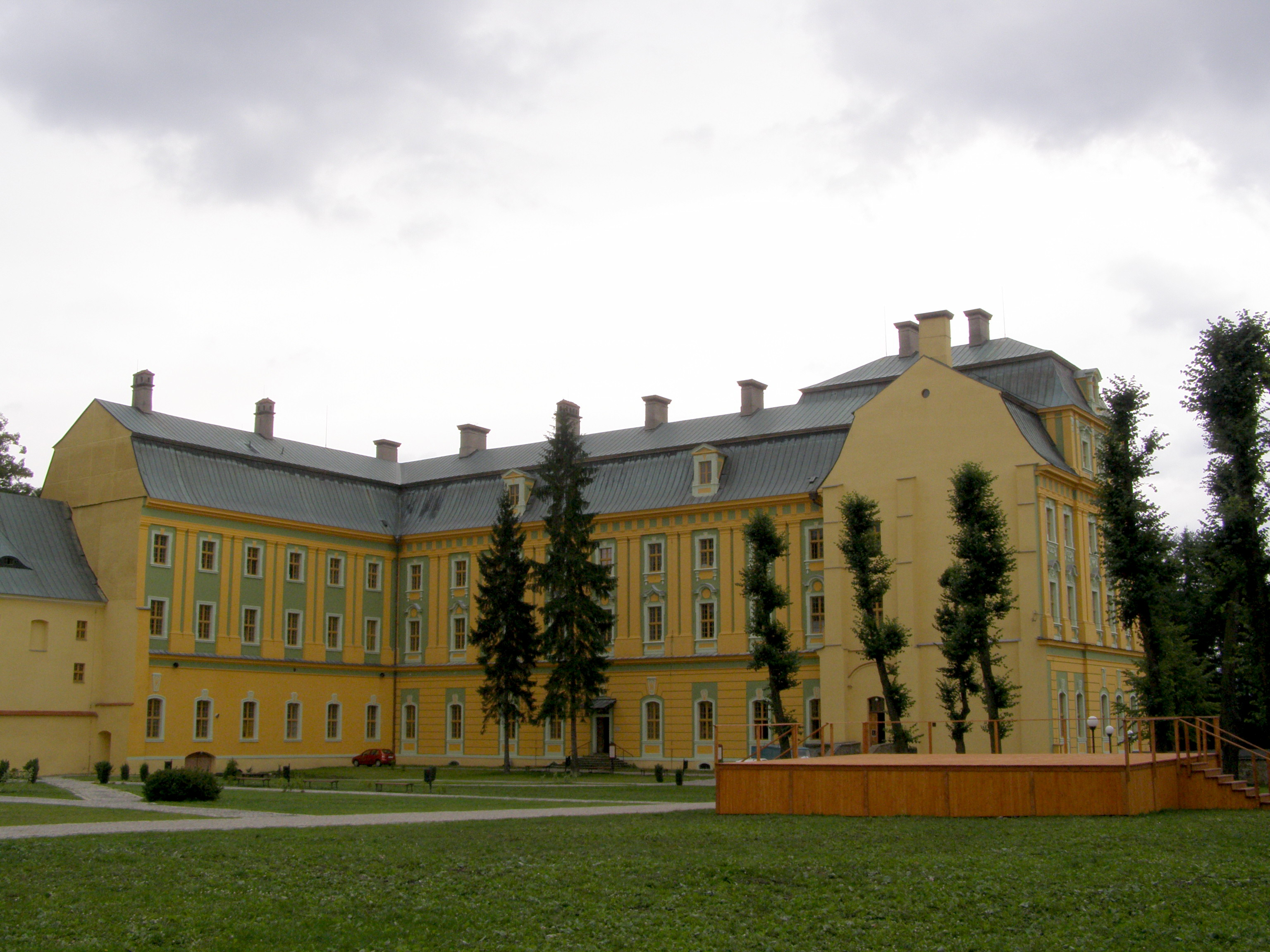
Bâtiments conservés de l'abbaye.